# Vickers Vernon
Vickers Vernon byl britský dvoumotorový dvouplošný transportní letoun užívaný Royal Air Force. Vstoupil do služby v roce 1921 coby první letoun RAF od počátku konstruovaný jako transportní. 
Vernon vznikl vývojem typu Vickers Vimy Commercial a používal pohonné jednotky Rolls-Royce Eagle VIII a později výkonnější Napier Lion. Celkem vzniklo 55 kusů.
V únoru 1923 Vernony 45. a 70. perutě RAF přepravily téměř 500 příslušníků Britské armády do iráckého Kirkúku, poté co byla civilní část města obsazena kurdskými povstalci. Jednalo se o historicky první strategický vzdušný transport vojsk.
Vernony 45. peruti měly nainstalovány pumové závěsníky a zaměřovače a v květnu 1924 byla jednotka oficiálně označena jako 45. (bombardovací) peruť (anglicky No. 45 (Bombing) Squadron).
Další rolí kterou Vernony RAF na Středním východě plnily byla přeprava pošty na trase Bagdád-Káhira a sloužily i ve funkci vzdušné ambulance pro potřeby zde dislokovaných britských jednotek.
V roce 1927 byly Vernony ve službě vystřídány typem Vickers Victoria.

## Varianty
Vernon Mk.I
Dvoumotorový transportní letoun s motory Rolls-Royce Eagle VIII o výkonu 360 hp (268,4 kW).
Vernon Mk.II
Dvoumotorový transportní letoun s motory Napier Lion II o výkonu 450 hp (335,5 kW).
Vernon Mk.III
Dvoumotorový transportní letoun s motory Napier Lion III a zvětšenými zásobami paliva.

## Uživatelé
- Spojené království
  - Royal Air Force
    - 45. peruť RAF
    - 70. peruť RAF

## Specifikace

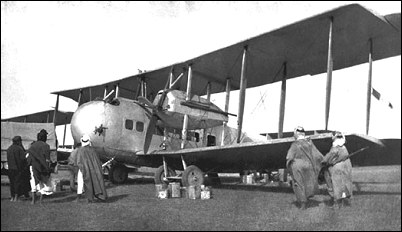
Vickers Vernon na letištní ploše.

Údaje podle publikace Vickers Aircraft since 1908 (Vernon Mk. II)

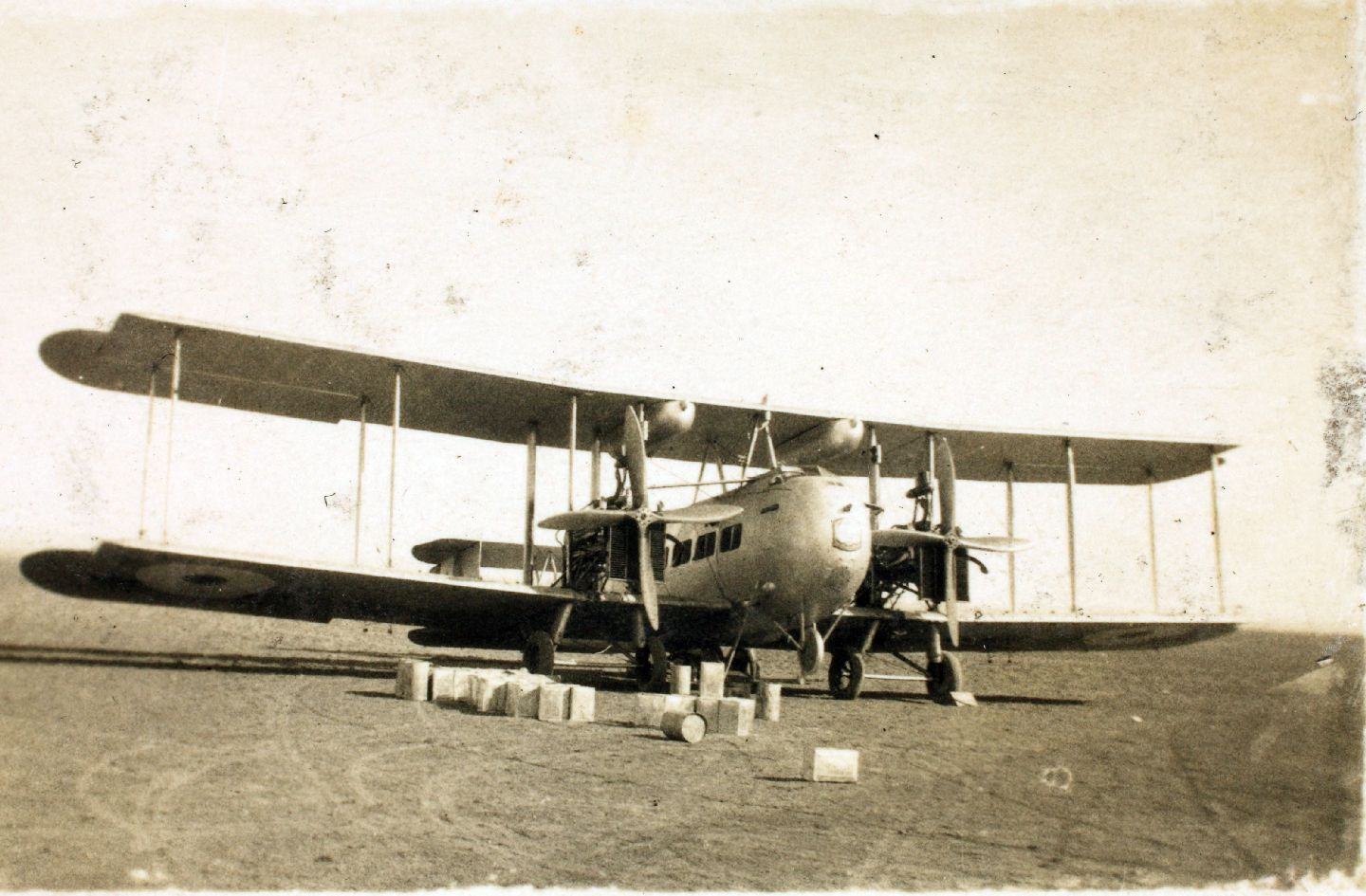
Vickers Vernon

### Technické údaje
- Posádka: 3
- Kapacita: 11 pasažérů
- Rozpětí křídel: 20,7264 m (68 stop)
- Délka: 13,30 m (43 stop a 8 palců)
- Výška: 4,65 m (15 stop a 3 palce)
- Nosná plocha: 123,56 m² (1330 čtverečních stop)
- Hmotnost prázdného stroje: 3 578,8 kg (7 890 lb)
- Maximální vzletová hmotnost: 5 670 kg (12 500 lb)
- Pohonná jednotka: 2 × motor s válci do W Napier Lion II
- Výkon pohonné jednotky:  450 hp (335,5 kW)

### Výkony
- Maximální rychlost: 189,9 km/h (118 mph) u země
- Maximální dostup: 3566 m (11 700 stop)
- Čas výstupu do výšky 1828 m (6 000 stop): 13 minut a 30 sekund
- Dolet: 515 km (320 mil) při rychlosti 128,7 km/h (80 mph)